# Sipayung (Cipanas)
Sipayung is een bestuurslaag in het regentschap Lebak van de provincie Banten, Indonesië. Sipayung telt 4081 inwoners (volkstelling 2010).